# 333571 Hanish
333571 Hanish è un asteroide della fascia principale. Scoperto nel 2006, presenta un'orbita caratterizzata da un semiasse maggiore pari a 2,739467 UA e da un'eccentricità di 0,033117, inclinata di 6,971276° rispetto all'eclittica.
Levi Hanish è un tecnico americano presso la Lockheed Martin Space. È stato il tecnico capo dell'assemblaggio della capsula di ritorno dei campioni e membro del team che ha assemblato, testato e lanciato la navicella spaziale OSIRIS-REx. Levi è stato uno degli specialisti di recupero che hanno recuperato la capsula e aperto il contenitore scientifico al Johnson Space Center.